# José Manuel Mateo Azcona
José Manuel Mateo Azcona (Pamplona, Navarra, 23 de enero de 1975) es un exfutbolista que se desempeñaba como defensa y entrenador español.

## Clubes

### Como jugador
| Club                       | País   | Año       |
| -------------------------- | ------ | --------- |
| C. A. Osasuna              | España | 1996-2004 |
| Real Valladolid C. F.      | España | 2004-2005 |
| R. C. Recreativo de Huelva | España | 2005-2006 |
| Deportivo Alavés           | España | 2006-2009 |

### Como entrenador
| Club                      | País   | Año       |
| ------------------------- | ------ | --------- |
| Deportivo Alavés B        | España | 2013-2014 |
| Club Atlético Osasuna "B" | España | 2014-2015 |
| C. A. Osasuna             | España | 2015      |
| Club Atlético Osasuna "B" | España | 2015-2017 |
| Burgos CF                 | España | 2018      |